# Charleston Swamp Foxes
Die Charleston Swamp Foxes waren ein Arena-Football-Team aus North Charleston (South Carolina), das in der af2 spielte. Ihre Heimspiele trugen die Swamp Foxes im North Charleston Coliseum aus.

## Geschichte
Die Swamp Foxes wurden 1999 gegründet und starteten als eines der fünfzehn teilnehmenden Franchises an der neu gegründeten af2 im Jahr 2000.
Ihr erstes Spiel absolvierten sie am 8. April 2000 bei den Arkansas Twisters, welches deutlich mit 13:86 verloren wurde.
Die Geschichte des Franchise verlief nicht sehr erfolgreich. In den vier Jahren in der af2 schaffte man nicht ein Mal einen Postseason-Einzug. Überhaupt konnte Charleston nur ein Mal eine positive Sieg-Niederlagen-Bilanz aufweisen (2003 mit neun Siegen und sieben Niederlagen).
Nach der Saison 2003 wurde das Franchise aufgelöst.
Die Mannschaft wurde nach einem Offizier der Armee benannt. Sein Name war Francis Marion, der im 18. Jahrhundert lebte und in der Region aufgewachsen ist. Sein Spitzname war Swamp Fox.

## Saisonstatistiken
| Jahr | Team                   | Liga | S | N  | Playoffs erreicht | Playoffrunde |
| ---- | ---------------------- | ---- | - | -- | ----------------- | ------------ |
| 2000 | Charleston Swamp Foxes | af2  | 4 | 12 | nein              |              |
| 2001 | Charleston Swamp Foxes | af2  | 7 | 9  | nein              |              |
| 2002 | Charleston Swamp Foxes | af2  | 7 | 9  | nein              |              |
| 2003 | Charleston Swamp Foxes | af2  | 9 | 7  | nein              |              |

## Zuschauerentwicklung
| Jahr | Team                   | Liga | Zuschauerdurchschnitt |
| ---- | ---------------------- | ---- | --------------------- |
| 2000 | Charleston Swamp Foxes | af2  | 5.360                 |
| 2001 | Charleston Swamp Foxes | af2  | 4.166                 |
| 2002 | Charleston Swamp Foxes | af2  | 3.787                 |
| 2003 | Charleston Swamp Foxes | af2  | 3.801                 |